# فاولورن
فاولورن (بالإنجليزية: Faulhorn)‏ هو أحد جبال سلسلة جبال الألب البرنية وجزء من القمة الأم روتيورن يقع في كانتون برن، سويسرا. يبلغ ارتفاع الجبل حوالي 2681 متر، بينما يبلغ ارتفاع نتوء الجبل 128 متر.